# Lothar Gaul
Lothar Gaul (* 17. November 1946 in Wilhelmshaven; † 18. Dezember 2018) war ein deutscher Maschinenbauingenieur und Hochschullehrer.

## Leben
Lothar Gaul schloss zunächst ein Maschinenbaustudium an der Fachhochschule Wilhelmshaven ab. Gefördert durch ein Stipendium der Studienstiftung des Deutschen Volkes studierte er im Anschluss Maschinenbau an der Technischen Universität (TU) Hannover und beendete dieses Studium 1973 mit Auszeichnung. Drei Jahre später wurde er an der TU Hannover mit Auszeichnung promoviert, 1980 habilitiert. Im Jahr 1981 folgte Gaul einem Ruf an die Hochschule der Bundeswehr in Hamburg, wo er Professor für Mechanik im Fachbereich Maschinenbau wurde und dem Senat angehörte. 1993 wechselte Gaul an die Universität Stuttgart, wo er zum Direktor des Instituts A für Mechanik an der Fakultät für Verfahrenstechnik und Technische Kybernetik berufen wurde. Von 1999 bis 2002 war er Dekan der Fakultät und danach Wahlmitglied des Senats der Universität Stuttgart.
Lothar Gaul hat über 250 wissenschaftliche Publikationen veröffentlicht und über 70 Doktorandinnen und Doktoranden zur Promotion geführt. Er war Mitglied im Editorial Board zahlreicher Fachzeitschriften und von 1996 bis 2001 Vizesekretär der Gesellschaft für Angewandte Mathematik und Mechanik (GAMM). Er war Fachgutachter der Deutschen Forschungsgemeinschaft (DFG) für das Fachgebiet Technische Mechanik und in Gremien vom Deutschen Institut für Normung (DIN) und vom Verein Deutscher Ingenieure (VDI) aktiv.
Der VDI verlieh Lothar Gaul 1985 den VDI-Ehrenring für „hervorragende wissenschaftliche Arbeiten zur Berechnung von Schwingungen für die Lagerung von Maschinen auf starren Fundamenten mit viskoelastischer Bettung und zur Dynamik der Wechselwirkung von schnelllaufenden Maschinen mit dem Baugrund“. Im Jahr 2007 erhielt er die VDI-Ehrenplakette. Die American Society of Mechanical Engineers würdigte ihn 2013 mit dem Caughey Award. Im Jahr 2015 erhielt er die Helmholtz-Medaille der Deutschen Gesellschaft für Akustik.
Lothar Gaul starb im Dezember 2018 an den Folgen eines Verkehrsunfalls.

## Schriften (Auswahl)
- Zur Berechnung der Vertikal- und Kippschwingungen eines starren Fundamentes auf viskoelastischem Halbraum. Dissertationsschrift. Hannover 1976.
- Zur Dynamik der Wechselwirkung von Strukturen mit dem Baugrund. Habilitationsschrift. Hannover 1980.
- Methode der Randelemente in Statik und Dynamik. Vieweg, Braunschweig/Wiesbaden 1997, ISBN 3-528-06781-0 (zusammen mit Christian Fiedler).
- Boundary element methods for engineers and scientists. Springer, Berlin/Heidelberg/New York 2003, ISBN 3-540-00463-7 (zusammen mit Martin Kögl und Marcus Wagner).